# Зимник (Буда-Кошелёвский район)
Зимник (бел. Зімнік) — посёлок в Коммунаровском сельсовете Буда-Кошелёвского района Гомельской области Белоруссии.

## География

### Расположение
В 26 км от Буда-Кошелёво, 10 км от железнодорожной станции Лазурная (на линии Жлобин — Гомель), 22 км от Гомеля.

### Гидрография
На западе мелиоративный канал.

## Транспортная сеть
Транспортные связи по просёлочной дороге, затем по шоссе Довск — Гомель. Застройка деревянными домами усадебного типа.

## История
Основан в начале 1920-х годов переселенцами с соседних деревень на бывших помещичьих землях. В 1929 году жители вступили в колхоз. В 1959 году в составе межколхозного предприятия «Особино» (центр — посёлок Коммунар).

## Население

### Численность
- 2018 год — 1 житель.

### Динамика
- 1959 год — 45 жителей (согласно переписи).
- 2004 год — 1 хозяйство, 1 житель.